# Libějovická alej
Libějovická alej je 240 let stará čtyřřadá alej, která prochází mezi obcemi Libějovice a Chelčice. Uváděna je již v mapě vrchnostenských rybníků Libějovického panství z roku 1772.

## Základní údaje
Alej je tvořená převážně lipami. Lemuje starou cestu spojující poutní kapli svaté Máří, libějovický nový zámek a poutní centrum Lomec (okres Strakonice). Mimo lípy obsahuje stromořadí jírovce, duby, habry, jasany, olše, javory, jilmy a buky. Severní konec aleje uzavírá staré stavení, které bylo dříve známé jako hostinec. Místo je známé pod názvem „Na Lázni“, v minulosti zde vyvěral léčivý pramen. Jižní konec se otevírá do poutního areálu Lomec. Alejí vede modrá turistická trasa a stezka Julia Zeyera. Libějovická alej získala titul Strom hrdina za roku 2008.